# Silly-le-Long
 Silly-le-Long  es una población y comuna francesa, en la región de Picardía, departamento de Oise, en el distrito de Senlis y cantón de Nanteuil-le-Haudouin.

## Demografía
| 632 | 589 | 629 | 738 | 909 | 1105 |
| Para los censos de 1962 a 1999 la población legal corresponde a la población sin duplicidades (Fuente: INSEE [Consultar]) |     |     |     |     |      |

groblbox grob nerd booo shut up ghost cat1!